# Микеленас, Валентинас
Валентинас Микеленас (лит. Valentinas Mikelėnas; род. 6 апреля 1958, дер. Смилгяй, Биржайский район) — литовский юрист-правовед, профессор Вильнюсского университета, адвокат, бывший судья Верховного суда Литвы.

## Биография
В 1982 году окончил юридический факультет Вильнюсского университета, затем защитил диссертацию кандидата юридических наук в Московском государственном университете имени М. В. Ломоносова (1986), а позднее — докторскую диссертацию на тему «Проблемы гражданской ответственности: сравнительные аспекты» (лит. Civilinės atsakomybės problemos: lyginamieji aspektai; 1995). Преподавал в Вильнюсском университете, декан юридического факультета (1990—1995), руководитель кафедры гражданского права и гражданского процесса (1992—2003).
C 1995 руководил рабочей группой ученых по созданию Гражданскогo кодексa Литвы.
В 1997—2006 гг. судья Верховного суда Литвы. С 2006 г. вернулся к адвокатской практике в составе адвокатского бюро Jurevičius, Balčiūnas ir Bartkus.